# تحصیل احمدپور شرقی، پاکستان
تحصیل احمدپور شرقی (به اردو: تحصیل احمدپور شرقیہ) شهری در ایالت پنجاب (پاکستان) کشور پاکستان است که در سرشماری سال ۲۰۰۶ میلادی، ۱۱۹٫۵۹۸ نفر جمعیت داشته است.